# Порысьгорт
Порысьгорт — упразднённая деревня в Шурышкарском районе Ямало-Ненецкого автономного округа России.

## География
Располагалась на правом берегу протоки Малая Обь, ниже впадения в неё реки Маресхаръёган, в 18,5 км к юго-западу от районного центра села Шурышкары.

## История
С 2005 до 2021 гг. деревня входила в состав Азовского сельского поселения.
Упразднена в 2006 году.

## Население
| 1989 | 2002 |
| ---- | ---- |
| 36   | ↘0   |

По переписи 1989 года в посёлке проживало 36 человек (19 мужчин и 17 женщин). По итогам переписи 2002 года отсутствовало постоянное население